# 北海道道565号和停车场线
北海道道565号和停车场线（日语：北海道道565号和停車場線）是一条位于北海道雨龙郡北龙町的普通道级道路（北海道道）。

## 道路概况
- 起点：北海道雨龙郡北龙町和（旧国铁和站）
- 終点：北海道雨龙郡北龙町和
- 总距离：0.3千米

## 经过的自治体
- 空知综合振兴局
  - 雨龙郡北龙町

## 主要连接道路
- 北海道道94号增毛稻田线（终点）

## 历史
- 1967年（昭和42年）3月31日 - 路線勘定（北海道告示第525号）